# RTP Internacional
RTP Internacional är Rádio e Televisão de Portugals internationella TV-kanal.